# Walter Giller
Walter Giller, född 23 augusti 1927 i Recklinghausen, Nordrhein-Westfalen, död 15 december 2011 i Hamburg, var en tysk skådespelare. Han var gift med den österrikiska skådespelaren Nadja Tiller från 1956 till sin död. Han filmdebuterade 1949 och under 1950-talet gjorde han flera roller som blyg ung man i komedifilmer. Han fick ett genombrott som dramatisk skådespelare i filmen Rosor till åklagaren 1959.

## Filmografi, urval
- 1955 – Sommarflickan
- 1956 – Kuppen i Köpenick
- 1956 – Hon glömde honom aldrig
- 1956 – Söndagsbarnet
- 1959 – Rosor till åklagaren
- 1961 – Affären Nina B.
- 1963 – Heta förbindelser
- 1963 – Manslukerskan
- 1967 – Mannen i gula ulstern
- 2009 – Dinosaurier